# Edificio del Parlamento de Escocia

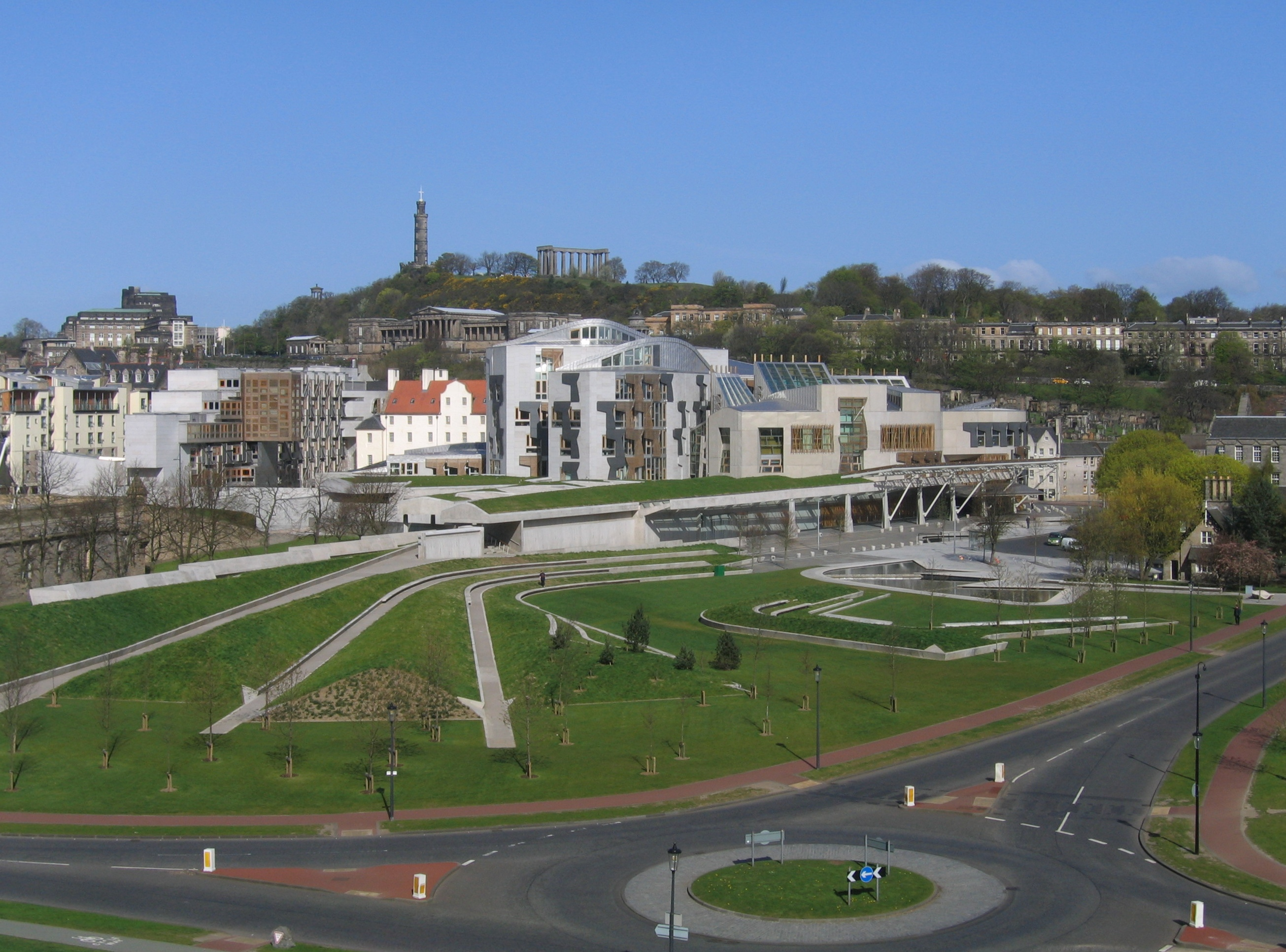
El nuevo Edificio del Parlamento de Escocia en Holyrood diseñado por los arquitectos Enric Miralles y Benedetta Tagliabue e inaugurado en octubre de 2004.

Planta esquemática del complejo del Parlamento de Escocia.

El edificio del Parlamento Escocés (en inglés, Scottish Parliament Building, en gaélico escocés, Pàrlamaid na h-Alba) es la sede del Parlamento de Escocia. Está ubicado en Holyrood, dentro de la zona Patrimonio de la Humanidad de la Ciudad vieja de Edimburgo.

## Construcción

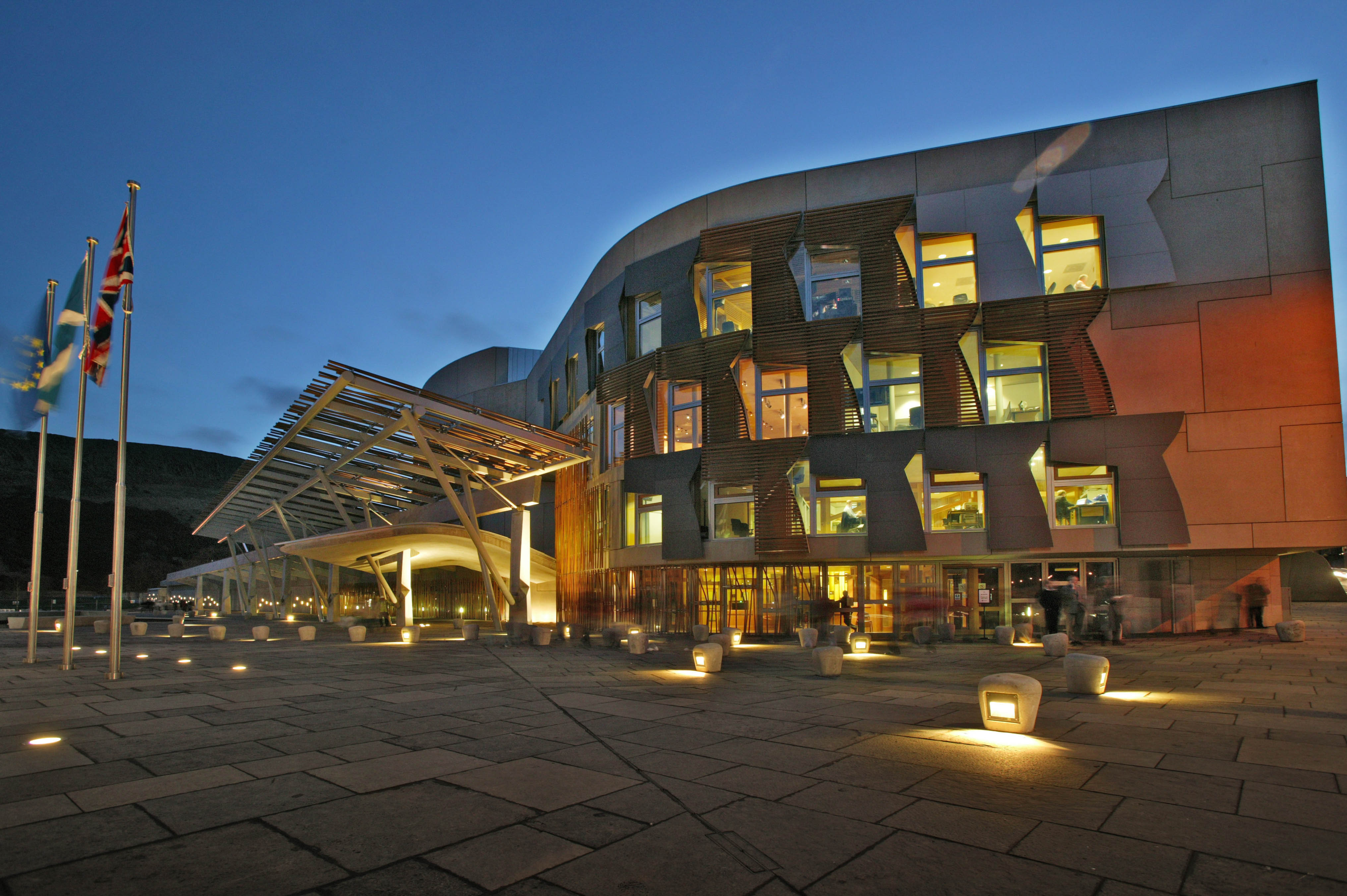
Vista nocturna

Su construcción comenzó en junio de 1999 y los miembros del Parlamento Escocés lo utilizaron por primera vez el martes, 7 de septiembre de 2004. La reina Isabel II lo inauguró oficialmente el 9 de octubre de 2004. El arquitecto fue el español Enric Miralles, que murió durante la construcción y su socia Benedetta Tagliabue, que finalizó la obra.
Desde 1999 hasta su inauguración en 2004, las salas de reuniones y la cámara de debate del Parlamento Escocés tuvieron lugar en la Sala de la Asamblea General de la Iglesia de Escocia en la colina The Mound en Edimburgo. Las oficinas administrativas de apoyo al Parlamento se encuentran en edificios alquilados por el Ayuntamiento de la Ciudad de Edimburgo. El nuevo Edificio del Parlamento Escocés reunió todos estos elementos en un solo complejo parlamentario que alberga a los 129 diputados y donde trabajan más de 1000 personas de personal y funcionarios.
Desde el principio, el edificio y su construcción han generado polémica. La elección del lugar, el arquitecto, el diseño y la compañía constructora han sido criticados por políticos, los medios y por los ciudadanos de Escocia.
Inicialmente se iba a inaugurar en el año 2001 y lo hizo tres años más tarde, en 2004. Además, el coste del edificio, que por ejemplo fue cuatro veces mayor que el Museo Guggenheim de Bilbao, fue diez veces mayor que lo presupuestado. En lugar de 40 millones de libras acabó costando 431, esto es, unos 652 millones de euros. Otros señalan como coste final 414 millones de libras, en cualquier caso, diez veces más de lo presupuestado. Una gran investigación pública sobre la administración de la construcción, dirigida por el anterior Lord Advocate, Peter Fraser, se creó en 2003. La investigación concluyó en septiembre de 2004 y criticó cómo se llevó todo el proyecto al darse cuenta de que los incrementos de costes se debieron a la forma en que se llevaron a cabo los principales cambios de diseño. A pesar de estas críticas y una reacción del público dividida, el edificio fue aplaudido por críticos y expertos en arquitectura. El edificio pretende una unión poética entre el paisaje escocés, su gente, su cultura y la ciudad de Edimburgo. Este enfoque hizo que el edificio obtuviera numerosos premios incluyendo en 2005 el Premio Stirling y ha sido descrito como «un tour de force del arte y la artesanía y la calidad sin paralelo en los últimos cien años de arquitectura británica».

## Localización
Comprendido en un área de 1,6 hectáreas y un perímetro de 480 metros, el Edificio del Parlamento de Escocia está situado 1 km al este del centro de Edimburgo, en el borde del casco antiguo. Esta extensión estaba ocupada anteriormente por la fábrica de cerveza Scottish and Newcastle que fue demolida para poder ser construido dicho edificio. El edificio está delimitado en su lado norte por el tramo Canongate de la Royal Mile, en su lado este por Horse Wynd, donde se sitúa la entrada al público; y Reid's Close en su lado oeste. Reid's Close conecta la Canongate con Holyrood Road en el lado sudoeste del complejo mediante una pequeña calle peatonal a la que da la fachada principal del edificio MSP con sus ventanas famosas.
Enfrente del Parlamento de Edimburgo, en su lado oeste, se encuentra el Palacio de Holyrood, que limita con la amplia extensión del Holyrood Park. Al sur del complejo parlamentario se encuentran las empinadas laderas de Salisbury Crags y Arthur's Seat. Las áreas de Holyrood y Dumbiedykes, al oeste, han sido fuertemente desarrolladas desde 1998 con la creación de nuevos hoteles, comercios y oficinas, incluyendo Barclay House, las nuevas oficinas de The Scotsman Publications Ltd.

## Galería

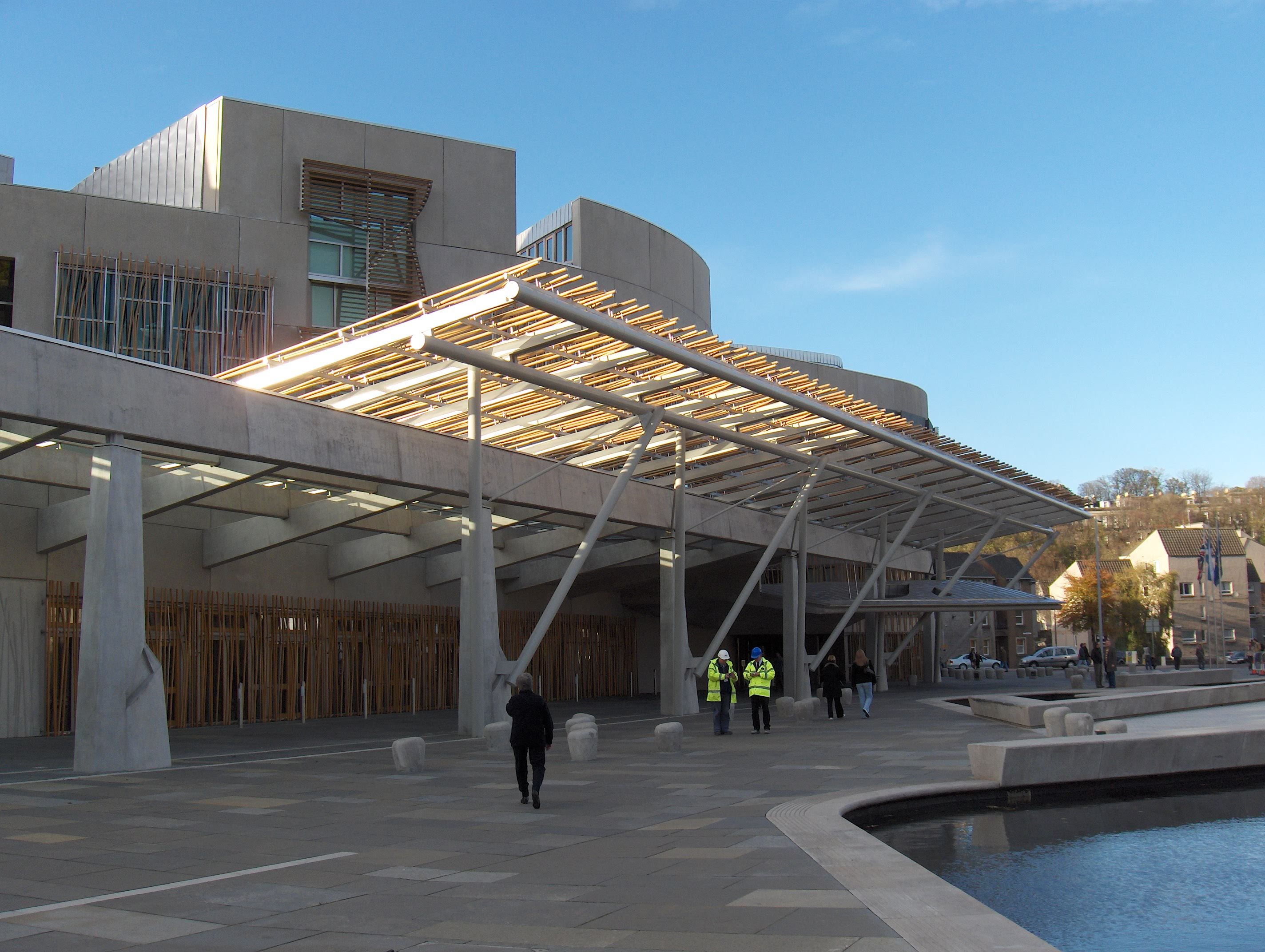
La entrada al público situada en la fachada oeste que da acceso al Main Hall.
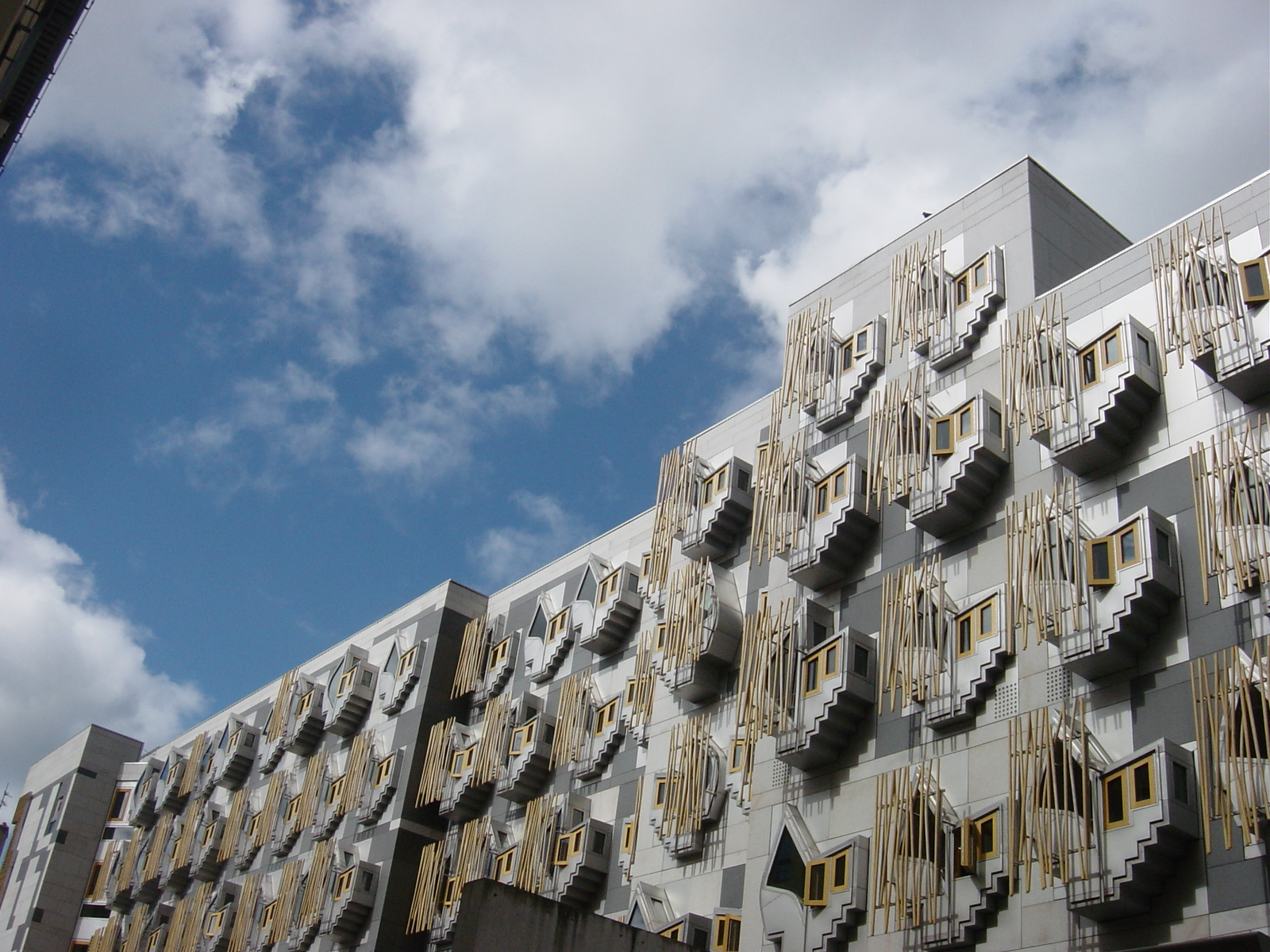
Las inconfundibles ventanas del edificio MSP.
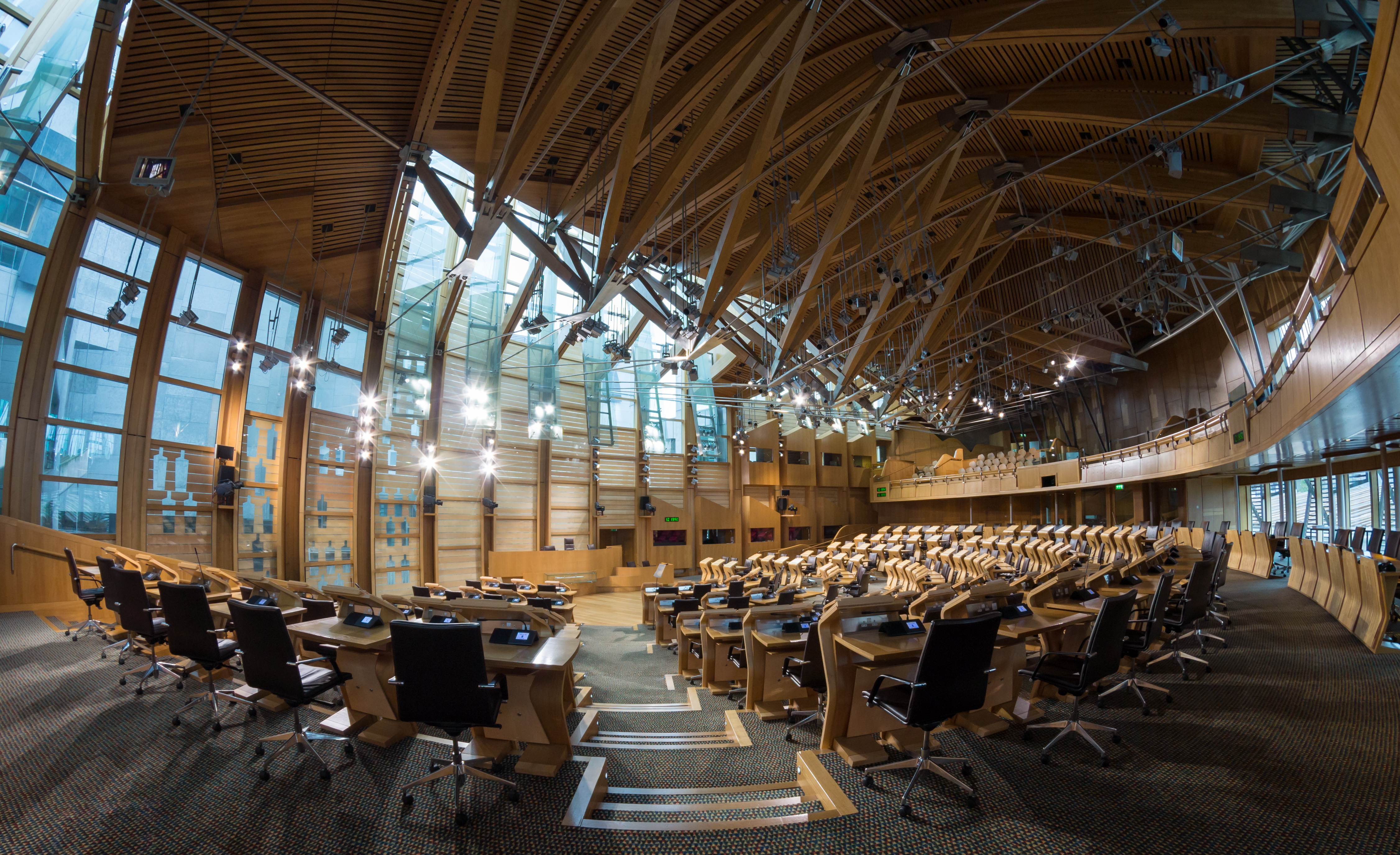
Cámara del Parlamento de Escocia en Holyrood.